# Municipio de Alaiedon
El municipio de Alaiedon (en inglés: Alaiedon Township) es un municipio ubicado en el condado de Ingham en el estado estadounidense de Míchigan. En el año 2010 tenía una población de 2894 habitantes y una densidad poblacional de 31,24 personas por km².

## Geografía
El municipio de Alaiedon se encuentra ubicado en las coordenadas 42°37′58″N 84°25′32″O / 42.63278, -84.42556. Según la Oficina del Censo de los Estados Unidos, el municipio tiene una superficie total de 92.64 km², de la cual 92,19 km² corresponden a tierra firme y (0,48 %) 0,45 km² es agua.

## Demografía
Según el censo de 2010, había 2894 personas residiendo en el municipio de Alaiedon. La densidad de población era de 31,24 hab./km². De los 2894 habitantes, el municipio de Alaiedon estaba compuesto por el 94,71 % blancos, el 1,21 % eran afroamericanos, el 0,55 % eran amerindios, el 1,38 % eran asiáticos, el 0,79 % eran de otras razas y el 1,35 % eran de una mezcla de razas. Del total de la población el 2,7 % eran hispanos o latinos de cualquier raza.